# Hiawassee
Hiawassee è una città degli Stati Uniti d'America, situata in Georgia, nella Contea di Towns, della quale è il capoluogo.